# 2020-as túraautó-világkupa
A 2020-as túraautó-világkupa a sorozat harmadik szezonja volt. A bajnokságot a Nemzetközi Automobil Szövetség szervezi és bonyolította le, ez a szakág legmagasabb szintű bajnoksága. A szezon eredetileg április 5-én indult volna el Marokkóban és december 13-án fejeződött volna be Malajziában. A koronavírus-járvány következtében a versenynaptár összetétele jelentősen módosult. A megváltozott kalendárium értelmében az idény szeptember 12-én vette kezdetét a Circuit Zolder versenypályán és november 15-én ért véget a Motorland Aragónon. Az évad során 6 helyszínen 16 futamot rendeztek meg.
Az egyéni versenyben Michelisz Norbert volt a címvédő. A csapatok számára kiírt bajnokságban a Cyan Racing Lynk & Co alakulata érkezett címvédőként. A sorozatot végül az egész évad során kiegyensúlyozott teljesítményt nyújtó és 3 versenyt is nyerő francia  Yann Ehrlacher nyert meg, aki a maga 24 évével a széria történetének legfiatalabb bajnoka lett. Az ő csapata, a Cyan Racing Lynk & Co pedig megőrizte első helyét 2019 után és megvédte a csapat bajnoki címét.

## Csapatok és versenyzők
| Csapat                                    | Autó                            | Rajtszám                   | Versenyző                  | Kategória                  | Kategória                  | Forduló                    |
| Teljes szezonos résztvevők                | Teljes szezonos résztvevők      | Teljes szezonos résztvevők | Teljes szezonos résztvevők | Teljes szezonos résztvevők | Teljes szezonos résztvevők | Teljes szezonos résztvevők |
| ----------------------------------------- | ------------------------------- | -------------------------- | -------------------------- | -------------------------- | -------------------------- | -------------------------- |
| BRC Hyundai N LUKOIL Squadra Corse        | Hyundai i30 N TCR               | 1                          | Michelisz Norbert          |                            |                            | 1, 3–6                     |
| BRC Hyundai N LUKOIL Squadra Corse        | Hyundai i30 N TCR               | 30                         | Gabriele Tarquini          |                            |                            | 1, 3–6                     |
| Engstler Hyundai N Liqui Moly Racing Team | Hyundai i30 N TCR               | 8                          | Luca Engstler              | Újonc                      | Újonc                      | 1, 3–6                     |
| Engstler Hyundai N Liqui Moly Racing Team | Hyundai i30 N TCR               | 27                         | Mitchell Cheah             | Újonc                      | Újonc                      | 6                          |
| Engstler Hyundai N Liqui Moly Racing Team | Hyundai i30 N TCR               | 40                         | Josh Files                 |                            |                            | 5                          |
| Engstler Hyundai N Liqui Moly Racing Team | Hyundai i30 N TCR               | 88                         | Nick Catsburg              |                            |                            | 1, 3                       |
| Engstler Hyundai N Liqui Moly Racing Team | Hyundai i30 N TCR               | 97                         | Nico Gruber                | Újonc                      | Újonc                      | 4                          |
| Vuković Motorsport                        | Renault Mégane RS TCR           | 7                          | Jack Young                 | Újonc                      | Trophy                     | 1–2                        |
| Vuković Motorsport                        | Renault Mégane RS TCR           | 34                         | Aurélien Comte             | Trophy                     | Trophy                     | 3–6                        |
| ALL-INKL.DE Münnich Motorsport            | Honda Civic Type R TCR (FK8)    | 9                          | Tassi Attila               |                            |                            | Összes                     |
| ALL-INKL.DE Münnich Motorsport            | Honda Civic Type R TCR (FK8)    | 18                         | Tiago Monteiro             |                            |                            | Összes                     |
| ALL-INKL.COM Münnich Motorsport           | Honda Civic Type R TCR (FK8)    | 29                         | Néstor Girolami            |                            |                            | Összes                     |
| ALL-INKL.COM Münnich Motorsport           | Honda Civic Type R TCR (FK8)    | 86                         | Esteban Guerrieri          |                            |                            | Összes                     |
| Cyan Performance Lynk & Co                | Lynk & Co 03 TCR                | 11                         | Thed Björk                 |                            |                            | Összes                     |
| Cyan Performance Lynk & Co                | Lynk & Co 03 TCR                | 12                         | Santiago Urrutia           |                            |                            | Összes                     |
| Cyan Racing Lynk & Co                     | Lynk & Co 03 TCR                | 68                         | Yann Ehrlacher             |                            |                            | Összes                     |
| Cyan Racing Lynk & Co                     | Lynk & Co 03 TCR                | 100                        | Yvan Muller                |                            |                            | Összes                     |
| Comtoyou Racing                           | Audi RS 3 LMS TCR               | 16                         | Gilles Magnus              | Újonc                      | Trophy                     | Összes                     |
| Comtoyou Racing DHL Team Audi Sport       | Audi RS 3 LMS TCR               | 23                         | Nathanaël Berthon          | Trophy                     | Trophy                     | Összes                     |
| Comtoyou Racing DHL Team Audi Sport       | Audi RS 3 LMS TCR               | 31                         | Tom Coronel                | Trophy                     | Trophy                     | Összes                     |
| Zengő Motorsport Services KFT             | Cupra León Competición TCR      | 55                         | Boldizs Bence              | Újonc                      | Trophy                     | Összes                     |
| Zengő Motorsport Services KFT             | Cupra León Competición TCR      | 96                         | Mikel Azcona               |                            |                            | Összes                     |
| Zengő Motorsport Services KFT             | Cupra León Competición TCR      | 99                         | Kismarty-Lechner Gábor     | Trophy                     | Trophy                     | Összes                     |
| Team Mulsanne                             | Alfa Romeo Giulietta Veloce TCR | 69                         | Jean-Karl Vernay           | Trophy                     | Trophy                     | Összes                     |
| Szabadkártyás részvevők                   |                                 |                            |                            |                            |                            |                            |
| Comtoyou Racing                           | Audi RS 3 LMS TCR               | 15                         | Nicolas Baert              |                            |                            | 5                          |
| Vexta Domy                                | Cupra León Competición TCR      | 22                         | Petr Fulín                 |                            |                            | 3                          |
| Team Mulsanne                             | Alfa Romeo Giulietta Veloce TCR | 25                         | Luca Filippi               |                            |                            | 1, 3–4, 6                  |
| Target Competition                        | Hyundai i30 N TCR               | 28                         | José Manuel Sapag          |                            |                            | 4, 6                       |
| Vuković Motorsport                        | Renault Mégane RS TCR           | 33                         | Dylan O'Keeffe             |                            |                            | 1                          |

| Ikon   | Kategória                                                    |
| ------ | ------------------------------------------------------------ |
| Újonc  | Versenyző, aki jogosult az FIA Újonc kategória részvételén.  |
| Trophy | Versenyző, aki jogosult a WTCR Trophy kategória részvételén. |

## Átigazolások

### Csapatváltások
- Tassi Attila; KCMG versenyző → ALL-INKL.DE Münnich Motorsport versenyző[15][16]
- Tiago Monteiro; KCMG versenyző → ALL-INKL.DE Münnich Motorsport versenyző[15][16]
- Nick Catsburg;  BRC Hyundai N Lukoil Racing Team versenyző → Engstler Hyundai N Liqui Moly Racing Team versenyző[9]
- Jean-Karl Vernay; Audi Sport Team Leopard Racing versenyző → Team Mulsanne versenyző[33]
- Mikel Azcona; PWR Racing versenyző → Zengő Motorsport versenyző[29]

### Újonc versenyzők
- Boldizs Bence; Hankook Racer Cup, George Racing Team versenyző → Zengő Motorsport versenyző[28]
- Kismarty-Lechner Gábor; TCR kelet-európai kupa, Zengő Motorsport versenyző → Zengő Motorsport versenyző[30]
- Luca Engstler; TCR Európa-kupa, M1RA versenyző → Engstler Hyundai N Liqui Moly Racing Team versenyző[9]
- Gilles Magnus; TCR Európa-kupa, Comtoyou Racing versenyző → Comtoyou Racing versenyző[23]
- Jack Young; TCR Európa-kupa, Vuković Motorsport versenyző → Vuković Motorsport versenyző[13]
- Santiago Urrutia; Indy Lights, HMD Motorsports versenyző → Cyan Performance Lynk & Co versenyző[21]

### Visszatérő versenyzők
- Nathanaël Berthon; WEC, Rebellion Racing versenyző → Comtoyou Racing versenyző[24]

### Távozó versenyzők
- Benjamin Leuchter; SLR Volkswagen versenyző → NLS Series,  Max Kruse Racing versenyző[39]
- Johan Kristoffersson; SLR Volkswagen versenyző → Ralikrossz-világbajnokság, Volkswagen RX Sweden versenyző[40]
- Mehdi Bennani; SLR VW Motorsport versenyző → TCR Európa-kupa, Comtoyou Racing versenyző[41][42]
- Robert Huff; SLR VW Motorsport versenyző → Skandináv TCR-bajnokság, Lestrup Racing versenyző[43][44]
- Robert Dahlgren; PWR Racing versenyző → Skandináv TCR-bajnokság, PWR Racing versenyző[45]
- Daniel Haglöf; PWR Racing versenyző → ?
- Andy Priaulx; Cyan Performance Lynk & Co versenyző → ?[46]
- Gordon Shedden; Leopard Racing Team Audi Sport versenyző → ?
- Augusto Farfus; BRC Hyundai N LUKOIL Racing Team versenyző →  WeatherTech SportsCar bajnokság,  BMW Team RLL versenyző[47]
- Niels Langeveld; Audi Sport Team Comtoyou versenyző → ?
- Frédéric Vervisch; Audi Sport Team Comtoyou versenyző → GT Európa Sprint kupa, Attempto Racing versenyző[48]
- Aurélien Panis; Comtoyou Team DHL CUPRA Racing versenyző → GT Európa Sprint kupa, Tech 1 Racing versenyző[49]
- Kevin Ceccon; Team Mulsanne versenyző → ?
- Ma Csing-hua; Team Mulsanne versenyző → Kínai TCR-bajnokság,  Shell Teamwork Lynk & Co Motorsport versenyző[50]

### Újonc csapatok
- Engstler Hyundai N Liqui Moly Racing Team
- Vuković Motorsport

### Visszatérő csapatok
- Zengő Motorsport[27]

### Távozó csapatok
- Sébastien Loeb Racing[51]
- Audi Sport Team Leopard Racing[52][53]
- PWR Racing
- KCMG

### Márkák, amelyek megszüntetik a gyári támogatásukat
- Volkswagen[54]
- Audi[55]
- Cupra[56]

### Év közbeni változások
- A Hyundai Motorsport 2020. szeptember 24-én bejelentette, hogy partnercsapatainak autóit és versenyőit nem indítja el a második fordulóban, a német nagydíjon, így a hétvége 20 helyett, 16 résztvevővel zajlott le.[57]

## Szabályváltozások
- Távozik a sorozat eddigi gumibeszállítója a Yokohama,[58] az idei szezontól egészen 2022 végéig a Goodyear lesz a bajnokság hivatalos gumipartnere.[59]
- Az egy versenyhétvége során felhasználható abroncsok mennyisége lecsökken az eddigi 18-ról, 12-re. Ez alól kivételt képez a szezonnyitó forduló, ahol az alakulatok még 18 gumit használhatnak.[60]
- A csapattagok száma is lecsökken: a kétautós gárdák 12, míg a háromautós csapatok 18 embert foglalkoztathatnak. Egyszerre mindössze 10 ember dolgozhat majd a versenyautón a futam során.[61]
- A kompenzációs súlyok kiosztásának módja megváltozik. Mostantól csak a kvalifikáció során megtett körök határozzák meg a kiosztott ballasztok mértékét. Az előző szezonban a kvalifikáció és a verseny eredményei alapján osztották ki a súlyokat. A teljesítmény kiegyenlítő rendszer (BoP) változatlan marad.[62]
- Egy új, újoncok számára kiírt kategóriában is részt vehetnek azok a versenyzők, akik még nem töltötték be a 23. életévüket és nem vettek részt 3-nál több versenyhétvégén a szezon előtt.[62][63]
- A versenyhétvégék összetétele is módosul. 2 helyett 1 időmérőt fognak rendezni, továbbá 3-ról 2-re csökken a futamok száma.[64]
- A csapatoknak lehetőségük van mindössze 1 autóval elindulni a bajnokságban. A már bejelentett alakulatok indíthatnak egy harmadik versenyzőt, azonban az illetőnek újoncnak kell lennie.[65]

## Versenynaptár
A versenynaptárat 2019. december 5-én hozták nyilvánosságra.
| Forduló           | Forduló | Nagydíj            | Pálya neve                                        | Város           | Dátum                   | Pályarajz |
| ----------------- | ------- | ------------------ | ------------------------------------------------- | --------------- | ----------------------- | --------- |
| 1                 | 1       | Belga nagydíj      | Circuit Zolder                                    | Heusden-Zolder  | Szeptember 12–13.       |           |
| 1                 | 2       | Belga nagydíj      | Circuit Zolder                                    | Heusden-Zolder  | Szeptember 12–13.       |           |
| 2                 | 3       | Német nagydíj      | Nürburgring–Nordschleife                          | Nürburg         | Szeptember 24–25.       |           |
| 2                 | 4       | Német nagydíj      | Nürburgring–Nordschleife                          | Nürburg         | Szeptember 24–25.       |           |
| 3                 | 5       | Szlovák nagydíj    | Slovakiaring                                      | Diósförgepatony | Október 10–11.          |           |
| 3                 | 6       | Szlovák nagydíj    | Slovakiaring                                      | Diósförgepatony | Október 10–11.          |           |
| 3                 | 7       | Szlovák nagydíj    | Slovakiaring                                      | Diósförgepatony | Október 10–11.          |           |
| 4                 | 8       | Magyar nagydíj     | Hungaroring                                       | Mogyoród        | Október 17–18.          |           |
| 4                 | 9       | Magyar nagydíj     | Hungaroring                                       | Mogyoród        | Október 17–18.          |           |
| 4                 | 10      | Magyar nagydíj     | Hungaroring                                       | Mogyoród        | Október 17–18.          |           |
| 5                 | 11      | Spanyol nagydíj    | Motorland Aragón                                  | Alcañiz         | Október 31.–November 1. |           |
| 5                 | 12      | Spanyol nagydíj    | Motorland Aragón                                  | Alcañiz         | Október 31.–November 1. |           |
| 5                 | 13      | Spanyol nagydíj    | Motorland Aragón                                  | Alcañiz         | Október 31.–November 1. |           |
| 6                 | 14      | Aragóni nagydíj    | Motorland Aragón                                  | Alcañiz         | November 14–15.         |           |
| 6                 | 15      | Aragóni nagydíj    | Motorland Aragón                                  | Alcañiz         | November 14–15.         |           |
| 6                 | 16      | Aragóni nagydíj    | Motorland Aragón                                  | Alcañiz         | November 14–15.         |           |
| Törölt versenyek: |         |                    |                                                   |                 |                         |           |
| —                 | —       | Marokkói nagydíj   | Circuit International Automobile Moulay El Hassan | Marrákes        | Április 5.              |           |
| —                 | —       | Marokkói nagydíj   | Circuit International Automobile Moulay El Hassan | Marrákes        | Április 5.              |           |
| —                 | —       | Portugál nagydíj   | Circuito Internacional de Vila Real               | Vila Real       | Június 19.              |           |
| —                 | —       | Portugál nagydíj   | Circuito Internacional de Vila Real               | Vila Real       | Június 19.              |           |
| —                 | —       | Portugál nagydíj   | Circuito Internacional de Vila Real               | Vila Real       | Június 19.              |           |
| —                 | —       | Osztrák nagydíj    | Salzburgring                                      | Salzburg        | Szeptember 12–13.       |           |
| —                 | —       | Osztrák nagydíj    | Salzburgring                                      | Salzburg        | Szeptember 12–13.       |           |
| —                 | —       | Kínai nagydíj      | Ningbo International Circuit                      | Ningbo          | Szeptember 18–20.       |           |
| —                 | —       | Kínai nagydíj      | Ningbo International Circuit                      | Ningbo          | Szeptember 18–20.       |           |
| —                 | —       | Dél-Koreai nagydíj | Inje-Speedium                                     | Inje            | Október 16–18.          |           |
| —                 | —       | Dél-Koreai nagydíj | Inje-Speedium                                     | Inje            | Október 16–18.          |           |
| —                 | —       | Olasz nagydíj      | Adria International Raceway                       | Adria           | November 14–15.         |           |
| —                 | —       | Olasz nagydíj      | Adria International Raceway                       | Adria           | November 14–15.         |           |
| —                 | —       | Olasz nagydíj      | Adria International Raceway                       | Adria           | November 14–15.         |           |
| —                 | —       | Makaói nagydíj     | Guia Circuit                                      | Makaó           | November 21–22.         |           |
| —                 | —       | Makaói nagydíj     | Guia Circuit                                      | Makaó           | November 21–22.         |           |
| —                 | —       | Maláj nagydíj      | Sepang International Circuit                      | Sepang          | December 13.            |           |
| —                 | —       | Maláj nagydíj      | Sepang International Circuit                      | Sepang          | December 13.            |           |
| Forrás:           |         |                    |                                                   |                 |                         |           |

### Változások
- Változás a tavalyihoz képest, hogy: A német és az szlovák verseny helyet cserélt, valamint két új helyszín debütál a sorozatban: a Motorland Aragón és a Dél-Koreai Inje-Speedium, Zandvoort és Suzuka pedig kikerült a naptárból. Egy 2020. február 5-i döntés értelmében az eredetileg szezonnyitó marokkói nagydíjat törölték, helyére az osztrák Salzburgring érkezett, amely a bajnokság 6. fordulójaként került volna megrendezésre július 26-án.[75]
- A koronavírus-járvány hatására jelentős változások léptek életbe a versenynaptár összetételében. A magyar nagydíjat emiatt törölni kellett.[76] A német nagydíjat eredetileg egy későbbi időpontban – szeptemberben – rendezték volna meg,[77] azonban nem sokkal bejelentés után, logisztikai okokra hivatkozva, ezt a fordulót is törölték.[78]
- Annak érdekében, hogy a bajnokság továbbra is 20 futamból álljon, a szervezők egy 4 futamos hétvégét terveztek megrendezni Spanyolországban, és az ausztriai hétvégét is bővítették volna egy versennyel.[79]
- Április 18-án bejelentették, hogy a portugáliai fordulót is törölni kényszerült a sorozat vezetősége,[80] viszont közölték, hogy egy teljesen új, átdolgozott versenynaptáron dolgoznak az illetékesek a Nemzetközi Automobil Szövetséggel (FIA) közösen.[81][82]
- Május 29-én nyilvánosságra került a sorozat újramódosított versenynaptára. 6 helyszínen fognak összesen 16 futamot megtartani. Az összes forduló kizárólag csak Európában kerül megrendezésre. Többek között visszatér a magyar és a német nagydíj, illetve egy új olasz versenypályán, az Adria International Racewayen rendezik az évadzárót.[74][83]
- Augusztus 31-én bejelentették, hogy Ausztria helyett Belgiumban kerül megrendezésre a szezon első versenyhétvégéje a Circuit Zolder aszfaltcsíkján.[67]
- Október 31-én a WTCR szervezői megerősítették, hogy a szezonzárót mégsem az Adria Racewayen futják, hanem az aragóniai pályán, ugyanis az olaszországi helyszín pályamunkálatai nem készültek el időben.[84][85][86]

## Eredmények

### Összefoglaló
| Forduló | Forduló | Nagydíj         | Pole-pozíció      | Leggyorsabb kör   | Győztes           | Győztes                                  | Győztes       | Győztes           | Listavezető     | Előny |
| Forduló | Forduló | Nagydíj         | Pole-pozíció      | Leggyorsabb kör   | Versenyző         | Csapat                                   | Újonc         | Trophy            | Listavezető     | Előny |
| ------- | ------- | --------------- | ----------------- | ----------------- | ----------------- | ---------------------------------------- | ------------- | ----------------- | --------------- | ----- |
| 1       | 1       | Belga nagydíj   | Néstor Girolami   | Néstor Girolami   | Néstor Girolami   | ALL-INKL.COM Münnich Motorsport          | Gilles Magnus | Tom Coronel       | Néstor Girolami | 5     |
| 1       | 2       | Belga nagydíj   | Nathanaël Berthon | Nathanaël Berthon | Yann Ehrlacher    | Cyan Racing Lynk & Co                    | Gilles Magnus | Gilles Magnus     | Yann Ehrlacher  | 7     |
| 2       | 3       | Német nagydíj   | Yvan Muller       | Yann Ehrlacher    | Esteban Guerrieri | ALL-INKL.COM Münnich Motorsport          | Gilles Magnus | Tom Coronel       | Yann Ehrlacher  | 11    |
| 2       | 4       | Német nagydíj   | Néstor Girolami   | Yann Ehrlacher    | Yann Ehrlacher    | Cyan Racing Lynk & Co                    | Boldizs Bence | Jean-Karl Vernay  | Yann Ehrlacher  | 31    |
| 3       | 5       | Szlovák nagydíj | Nathanaël Berthon | Thed Björk        | Nathanaël Berthon | Comtoyou DHL Team Audi Sport             | Gilles Magnus | Nathanaël Berthon | Yann Ehrlacher  |       |
| 3       | 6       | Szlovák nagydíj | Néstor Girolami   | Mikel Azcona      | Tom Coronel       | Comtoyou DHL Team Audi Sport             | Gilles Magnus | Tom Coronel       | Yann Ehrlacher  |       |
| 3       | 7       | Szlovák nagydíj | Nathanaël Berthon | Nick Catsburg     | Nick Catsburg     | Engster Hyundai N Liqui Moly Racing Team | Gilles Magnus | Nathanaël Berthon | Yann Ehrlacher  | 21    |
| 4       | 8       | Magyar nagydíj  | Esteban Guerrieri | Michelisz Norbert | Esteban Guerrieri | ALL-INKL.COM Münnich Motorsport          | Luca Engstler | Jean-Karl Vernay  | Yann Ehrlacher  | 23    |
| 4       | 9       | Magyar nagydíj  | Boldizs Bence     | Michelisz Norbert | Yann Ehrlacher    | Cyan Racing Lynk & Co                    | Boldizs Bence | Jean-Karl Vernay  | Yann Ehrlacher  | 39    |
| 4       | 10      | Magyar nagydíj  | Esteban Guerrieri | Tiago Monteiro    | Esteban Guerrieri | ALL-INKL.COM Münnich Motorsport          | Gilles Magnus | Jean-Karl Vernay  | Yann Ehrlacher  | 22    |
| 5       | 11      | Spanyol nagydíj | Michelisz Norbert | Gilles Magnus     | Jean-Karl Vernay  | Team Mulsanne                            | Gilles Magnus | Jean-Karl Vernay  | Yann Ehrlacher  | 24    |
| 5       | 12      | Spanyol nagydíj | Mikel Azcona      | Nathanaël Berthon | Mikel Azcona      | Zengő Motorsport Services KFT            | Luca Engstler | Nathanaël Berthon | Yann Ehrlacher  | 28    |
| 5       | 13      | Spanyol nagydíj | Gilles Magnus     | Thed Björk        | Thed Björk        | Cyan Performance Lynk & Co               | Gilles Magnus | Nathanaël Berthon | Yann Ehrlacher  | 26    |
| 6       | 14      | Aragóni nagydíj | Santiago Urrutia  | Mikel Azcona      | Esteban Guerrieri | ALL-INKL.COM Münnich Motorsport          | Gilles Magnus | Gilles Magnus     | Yann Ehrlacher  | 16    |
| 6       | 15      | Aragóni nagydíj | Yvan Muller       | Yvan Muller       | Yvan Muller       | Cyan Racing Lynk & Co                    | Gilles Magnus | Jean-Karl Vernay  | Yann Ehrlacher  | 26    |
| 6       | 16      | Aragóni nagydíj | Santiago Urrutia  | Santiago Urrutia  | Santiago Urrutia  | Cyan Performance Lynk & Co               | Gilles Magnus | Jean-Karl Vernay  | Yann Ehrlacher  | 39    |

Megjegyzés
- Dőlt betű — Az első két versenyhétvégén az első futamokon a fordított rajtrács alapján alakult ki a rajtsorrend, azaz az első tíz helyezett fordított sorrendben állt fel a rajtrácsra. A harmadik hétvégétől kezdődően ez a második futamra lett érvényes.

### Pontrendszer
| Helyezés      | 1. | 2. | 3. | 4. | 5. | 6. | 7. | 8. | 9. | 10. | 11. | 12. | 13. | 14. | 15. | 16–22. |
| ------------- | -- | -- | -- | -- | -- | -- | -- | -- | -- | --- | --- | --- | --- | --- | --- | ------ |
| Q1 és Q3      | 5  | 4  | 3  | 2  | 1  |    |    |    |    |     |     |     |     |     |     |        |
| Norschleife Q | 10 | 8  | 6  | 4  | 2  |    |    |    |    |     |     |     |     |     |     |        |
| Futam         | 25 | 20 | 16 | 13 | 11 | 10 | 9  | 8  | 7  | 6   | 5   | 4   | 3   | 2   | 1   | 0      |

### Versenyzők
| Helyezés                                            | Versenyző              | BEL | BEL | GER | GER | SVK | SVK | SVK | HUN | HUN | HUN | ESP | ESP | ESP | ARA | ARA | ARA | Pont |
| --------------------------------------------------- | ---------------------- | --- | --- | --- | --- | --- | --- | --- | --- | --- | --- | --- | --- | --- | --- | --- | --- | ---- |
| 1.                                                  | Yann Ehrlacher         | 71  | 12  | 3   | 12  | 9   | 7   | 11  | 23  | 1   | 8   | 11  | 6   | 12  | 65  | 6   | 2   | 234  |
| 2.                                                  | Yvan Muller            | 84  | 25  | 2   | 7   | 14  | 8   | 13  | 4   | 2   | 9   | 7   | 2   | 14  | 74  | 1   | 4   | 195  |
| 3.                                                  | Jean-Karl Vernay       | 5   | 7   | 9   | 6   | 3   | 14  | 4   | 9   | 3   | 5   | 13  | Ki  | 65  | 82  | 2   | 35  | 194  |
| 4.                                                  | Esteban Guerrieri      | Ki  | 13  | 1   | 5   | 4   | 3   | 7   | 1   | 7   | 1   | 13  | 10  | 9   | 1   | Ki  | 18  | 188  |
| 5.                                                  | Gilles Magnus          | 103 | 43  | 7   | Ki  | 74  | 2   | 35  | 15  | 10  | 14  | 32  | 8   | 51  | 3   | 4   | 9   | 172  |
| 6.                                                  | Santiago Urrutia       | 6   | 34  | Ki  | 10  | 15  | 15  | 8   | 7   | 4   | Ki  | 2   | 3   | 23  | 91  | Ki  | 1   | 169  |
| 7.                                                  | Mikel Azcona           | 16  | 11  | Ki  | 4   | 8   | 4   | 5   | 62  | Ki  | 45  | 45  | 1   | 7   | 53  | 3   | 5   | 168  |
| 8.                                                  | Nathanaël Berthon      | 9   | 141 | 12  | 12  | 1   | Ki  | 21  | 12  | 11  | 11  | 12  | 4   | 4   | 4   | Ki  | 83  | 148  |
| 9.                                                  | Thed Björk             | 2   | Ki  | 4   | 24  | 19  | 16  | 15  | 10  | 12  | 12  | Ki  | 7   | 12  | 11  | 7   | 64  | 142  |
| 10.                                                 | Néstor Girolami        | 1   | 5   | 6   | 111 | 5   | 18† | Ni  | 3   | Ki  | 34  | 10  | 11  | Ki  | 2   | Ki  | Ni  | 137  |
| 11.                                                 | Tom Coronel            | 45  | 6   | 5   | 85  | 6   | 1   | 64  | 11  | 17  | 13  | 19† | Ki  | 8   | 12  | 15  | 15  | 117  |
| 12.                                                 | Tassi Attila           | 3   | 20  | Ki  | 3   | 11  | Ki  | Ni  | 5   | 8   | 62  | 17  | 13  | Ki  | 10  | 8   | 10  | 100  |
| 13.                                                 | Michelisz Norbert      | 11  | 8   | Vi  | Vi  | 10  | 6   | 102 | 21  | 5   | 10  | 61  | 15  | 16  | 16  | 5   | 7   | 93   |
| 14.                                                 | Gabriele Tarquini      | 15  | 15  | Vi  | Vi  | 25  | Ki  | Ki  | Hn  | 18  | 7   | 54  | 5   | 3   | 15  | Ki  | 13  | 79   |
| 15.                                                 | Tiago Monteiro         | Ki  | 19  | 8   | 9   | 13  | 9   | 17† | 144 | 9   | 23  | 14  | 12  | Ki  | Ki  | 10  | 11  | 78   |
| 16.                                                 | Luca Engstler          | 12  | 10  | Vi  | Vi  | Hn  | 10  | 9   | 8   | Ki  | 16  | 8   | 9   | Ki  | 13  | 11  | 14  | 59   |
| 17.                                                 | Nick Catsburg          | 14  | 9   | Vi  | Vi  | 172 | 5   | 13  |     |     |     |     |     |     |     |     |     | 53   |
| 18.                                                 | Boldizs Bence          | 17  | 17  | 10  | 13  | 21† | 13  | Hn  | 16  | 6   | 17  | 9   | Ni  | 15  | 17  | Ki  | 16  | 35   |
| 19.                                                 | Kismarty-Lechner Gábor | 19  | 18  | 11  | 14  | 20  | 17  | 16  | 19  | 16  | 21  | 18  | 17† | 13  | Ki  | 14  | 19  | 17   |
| 20.                                                 | Aurélien Comte         |     |     |     |     | 16  | 12  | 12  | 17  | 19  | 19  | Ki  | Hn  | Ki  | 14  | 12  | 17  | 17   |
| 21.                                                 | Josh Files             |     |     |     |     |     |     |     |     |     |     | 16  | 13  | 10  |     |     |     | 9    |
| 22.                                                 | Mitchell Cheah         |     |     |     |     |     |     |     |     |     |     |     |     |     | 18  | 14  | Ki  | 4    |
| 23.                                                 | Nico Gruber            |     |     |     |     |     |     |     | 18  | 14  | 20  |     |     |     |     |     |     | 3    |
| 24.                                                 | Jack Young             | 20† | 21† | Ki  | Ni  |     |     |     |     |     |     |     |     |     |     |     |     | 0    |
| Szabadkártyás résztvevőként nem jogosultak pontokra |                        |     |     |     |     |     |     |     |     |     |     |     |     |     |     |     |     |      |
|                                                     | Luca Filippi           | 18  | 16  |     |     | 12  | Ki  | Ki  | 13  | 13  | 15  |     |     |     | Ki  | 9   | 12  |      |
|                                                     | Petr Fulín             |     |     |     |     | 18  | 11  | 14  |     |     |     |     |     |     |     |     |     |      |
|                                                     | Nicolas Baert          |     |     |     |     |     |     |     |     |     |     | 15  | 16  | 11  |     |     |     |      |
|                                                     | Dylan O'Keeffe         | 13  | 12  |     |     |     |     |     |     |     |     |     |     |     |     |     |     |      |
|                                                     | José Manuel Sapag      |     |     |     |     |     |     |     | 20  | 15  | 18  |     |     |     | 19  | Ki  | Ni  |      |
| Helyezés                                            | Versenyző              | BEL | BEL | GER | GER | SVK | SVK | SVK | HUN | HUN | HUN | ESP | ESP | ESP | ARA | ARA | ARA | Pont |

Megjegyzés:
- † – Nem fejezte be a futamot, de rangsorolva lett, mert teljesítette a versenytáv 75%-át.

### Csapatok
| Helyezés                                                   | Csapat                                   | #   | BEL | BEL | GER | GER | SVK | SVK | SVK | HUN | HUN | HUN | ESP | ESP | ESP | ARA | ARA | ARA | Pont |
| ---------------------------------------------------------- | ---------------------------------------- | --- | --- | --- | --- | --- | --- | --- | --- | --- | --- | --- | --- | --- | --- | --- | --- | --- | ---- |
| 1.                                                         | Cyan Racing Lynk & Co                    | 68  | 71  | 12  | 3   | 12  | 9   | 7   | 11  | 2   | 1   | 8   | 11  | 6   | 12  | 65  | 6   | 2   | 429  |
| 1.                                                         | Cyan Racing Lynk & Co                    | 100 | 84  | 25  | 2   | 7   | 14  | 8   | 13  | 4   | 2   | 9   | 7   | 2   | 14  | 74  | 1   | 4   | 429  |
| 2.                                                         | ALL-INKL.COM Münnich Motorsport          | 29  | 1   | 5   | 6   | 111 | 5   | 18† | Ni  | 3   | Ki  | 34  | 10  | 11  | Ki  | 2   | Ki  | Ni  | 325  |
| 2.                                                         | ALL-INKL.COM Münnich Motorsport          | 86  | Ki  | 13  | 1   | 5   | 4   | 3   | 7   | 1   | 7   | 1   | 13  | 10  | 9   | 1   | Ki  | 18  | 325  |
| 3.                                                         | Cyan Performance Lynk & Co               | 11  | 2   | Ki  | 4   | 24  | 19  | 16  | 15  | 10  | 12  | 12  | Ki  | 7   | 12  | 11  | 7   | 64  | 311  |
| 3.                                                         | Cyan Performance Lynk & Co               | 12  | 6   | 34  | Ki  | 10  | 15  | 15  | 8   | 7   | 4   | Ki  | 2   | 3   | 23  | 91  | Ki  | 1   | 311  |
| 4.                                                         | Comtoyou DHL Team Audi Sport             | 17  | 9   | 141 | 12  | 12  | 1   | Ki  | 21  | 12  | 11  | 11  | 12  | 4   | 4   | 4   | Ki  | 83  | 265  |
| 4.                                                         | Comtoyou DHL Team Audi Sport             | 31  | 45  | 6   | 5   | 85  | 6   | 1   | 64  | 11  | 17  | 13  | 13  | 19† | 8   | 12  | 15  | 15  | 265  |
| 5.                                                         | Zengő Motorsport Services KFT            | 55  | 17  | 17  | 10  | 13  | 21† | 13  | Ki  | 16  | 6   | 17  | 9   | Ni  | 15  | 17  | Ki  | 16  | 185  |
| 5.                                                         | Zengő Motorsport Services KFT            | 96  | 16  | 11  | Ki  | 4   | 8   | 4   | 5   | 62  | Ki  | 45  | 45  | 1   | 7   | 53  | 3   | 5   | 185  |
| 5.                                                         | Zengő Motorsport Services KFT            | 99  | 19  | 18  | 11  | 14  | 20  | 17  | 16  | 19  | 16  | 21  | 18  | 17† | 13  | Ki  | 14  | 19  | 185  |
| 6.                                                         | ALL-INKL.DE Münnich Motorsport           | 9   | 3   | 20  | Ki  | 3   | 11  | Ki  | Ni  | 5   | 8   | 62  | 17  | 13  | Ki  | 10  | 8   | 10  | 179  |
| 6.                                                         | ALL-INKL.DE Münnich Motorsport           | 18  | Ki  | 19  | 8   | 9   | 13  | 9   | 17† | 144 | 9   | 23  | 14  | 12  | Ki  | Ki  | 10  | 11  | 179  |
| 7.                                                         | BRC Hyundai N LUKOIL Squadra Corse       | 1   | 11  | 8   | Vi  | Vi  | 10  | 6   | 102 | 21  | 5   | 10  | 61  | 15  | 16  | 16  | 5   | 7   | 172  |
| 7.                                                         | BRC Hyundai N LUKOIL Squadra Corse       | 30  | 15  | 15  | Vi  | Vi  | 25  | Ki  | Ki  | Ki  | 18  | 7   | 54  | 5   | 3   | 15  | Ki  | 13  | 172  |
| 8.                                                         | Engster Hyundai N Liqui Moly Racing Team | 8   | 12  | 10  | Vi  | Vi  | Hn  | 10  | 9   | 8   | Ki  | 16  | 8   | 9   | Ki  | 13  | 11  | 14  | 128  |
| 8.                                                         | Engster Hyundai N Liqui Moly Racing Team | 27  |     |     |     |     |     |     |     |     |     |     |     |     |     | 18  | 14  | Ki  | 128  |
| 8.                                                         | Engster Hyundai N Liqui Moly Racing Team | 40  |     |     |     |     |     |     |     |     |     |     | 16  | 13  | 10  |     |     |     | 128  |
| 8.                                                         | Engster Hyundai N Liqui Moly Racing Team | 88  | 14  | 9   | Vi  | Vi  | 172 | 5   | 1   |     |     |     |     |     |     |     |     |     | 128  |
| 8.                                                         | Engster Hyundai N Liqui Moly Racing Team | 97  |     |     |     |     |     |     |     | 18  | 14  | 20  |     |     |     |     |     |     | 128  |
| Egyautós és szabadkártyás csapatok nem jogosultak pontokra |                                          |     |     |     |     |     |     |     |     |     |     |     |     |     |     |     |     |     |      |
|                                                            | Team Mulsanne                            | 25  | 18  | 16  |     |     | 12  | Ki  | Ki  | 13  | 13  | 15  |     |     |     | Ki  | 9   | 12  |      |
| 69                                                         | Team Mulsanne                            | 5   | 7   | 9   | 6   | 3   | 14  | 4   | 9   | 3   | 5   | 1   | Ki  | 6   | 8   | 2   | 3   |     |      |
|                                                            | Comtoyou Racing                          | 15  |     |     |     |     |     |     |     |     |     |     | 15  | 16  | 11  |     |     |     |      |
| 16                                                         | Comtoyou Racing                          | 10  | 4   | 7   | Ki  | 7   | 2   | 3   | 15  | 10  | 14  |     |     |     | 3   | 4   | 9   |     |      |
|                                                            | Vexta Domy                               | 22  |     |     |     |     | 18  | 11  | 14  |     |     |     |     |     |     |     |     |     |      |
|                                                            | Vuković Motorsport                       | 7   | 20† | 21† | Ki  | Ni  |     |     |     |     |     |     |     |     |     |     |     |     |      |
| 33                                                         | Vuković Motorsport                       | 13  | 12  |     |     |     |     |     |     |     |     |     |     |     |     |     |     |     |      |
| 34                                                         | Vuković Motorsport                       |     |     |     |     | 16  | 12  | 12  | 17  | 17  | 19  | Hn  | Ki  | Hn  | 14  | 12  | 17  |     |      |
|                                                            | Target Competition                       | 28  |     |     |     |     |     |     |     | 20  | 15  | 18  |     |     |     | 19  | Ki  | Ni  |      |
| Helyezés                                                   | Csapat                                   | #   | BEL | BEL | GER | GER | SVK | SVK | SVK | HUN | HUN | HUN | ESP | ESP | ESP | ARA | ARA | ARA | Pont |

Megjegyzések:
- † — Nem fejezte be a futamot, de rangsorolva lett, mert teljesítette a versenytáv 75%-át.
- A Zengő Motorsport elért pontszámába Boldizs Bence megszerzett egységei nem számítottak bele.

### Újoncok
| Helyezés | Versenyző      | BEL  | BEL | GER | GER | SVK | SVK | SVK | HUN | HUN | HUN | ESP | ESP | ESP | ARA | ARA | ARA | Pont |
| -------- | -------------- | ---- | --- | --- | --- | --- | --- | --- | --- | --- | --- | --- | --- | --- | --- | --- | --- | ---- |
| 1.       | Gilles Magnus  | 101  | 41  | 7   | Ki1 | 71  | 2   | 31  | 15  | 10  | 14  | 31  | 8   | 51  | 31  | 4   | 9   | 410  |
| 2.       | Luca Engstler  | 122  | 10  | Vi  | Vi  | Hn  | 10  | 9   | 82  | Ki  | 16  | 82  | 9   | Ki  | 133 | 11  | 14  | 243  |
| 3.       | Boldizs Bence  | 174  | 17  | 10  | 13  | 21† | 13  | Hn  | 161 | 6   | 17  | 93  | Ni  | 15  | 172 | Ki  | 16  | 236  |
| 4.       | Nico Gruber    |      |     |     |     |     |     |     | 203 | 14  | 18  |     |     |     |     |     |     | 45   |
| 5.       | Mitchell Cheah |      |     |     |     |     |     |     |     |     |     |     |     |     | 204 | 14  | Ki  | 31   |
| 6.       | Jack Young     | 20†3 | 21† | Ki  | Ni2 |     |     |     |     |     |     |     |     |     |     |     |     | 11   |
| Helyezés | Versenyző      | BEL  | BEL | GER | GER | SVK | SVK | SVK | HUN | HUN | HUN | ESP | ESP | ESP | ARA | ARA | ARA | Pont |

Megjegyzés:
- † – Nem fejezte be a futamot, de rangsorolva lett, mert teljesítette a versenytáv 75%-át.

### WTCR Trophy
| Helyezés | Versenyző              | BEL | BEL | GER | GER | SVK | SVK | SVK | HUN | HUN | HUN | ESP | ESP | ESP | ARA | ARA | ARA | Pont |
| -------- | ---------------------- | --- | --- | --- | --- | --- | --- | --- | --- | --- | --- | --- | --- | --- | --- | --- | --- | ---- |
| 1.       | Jean-Karl Vernay       | 5   | 7   | 9   | 6   | 3   | 14  | 4   | 91  | 3   | 5   | 1   | Ki  | 6   | 81  | 2   | 3   | 121  |
| 2.       | Gilles Magnus          | 10  | 41  | 7   | Ki  | 7   | 2   | 3   | 15  | 10  | 14  | 31  | 8   | 5   | 3   | 4   | 9   | 101  |
| 3.       | Nathanaël Berthon      | 9   | 14  | 12  | 12  | 1   | Ki  | 2   | 12  | 11  | 11  | 12  | 4   | 4   | 4   | Ki  | 8   | 94   |
| 4.       | Tom Coronel            | 4   | 6   | 51  | 8   | 6   | 1   | 6   | 11  | 17  | 13  | 19† | Ki  | 8   | 12  | 15  | 15  | 80   |
| 5.       | Boldizs Bence          | 17  | 17  | 10  | 13  | 21† | 13  | Hn  | 16  | 6   | 17  | 9   | Ni  | 15  | 17  | Ki  | 16  | 28   |
| 6.       | Aurélien Comte         |     |     |     |     | 16  | 12  | 12  | 17  | 19  | 19  | Ki  | Hn  | Ki  | 14  | 12  | 17  | 13   |
| 7.       | Kismarty-Lechner Gábor | 19  | 18  | 11  | 14  | 20  | 17  | 16  | 20  | 16  | 21  | 18  | 17† | 13  | Ki  | 14  | 19  | 8    |
| 8.       | Jack Young             | 20† | 21† | Ki  | Ni  |     |     |     |     |     |     |     |     |     |     |     |     | 0    |
| Helyezés | Versenyző              | BEL | BEL | GER | GER | SVK | SVK | SVK | HUN | HUN | HUN | ESP | ESP | ESP | ARA | ARA | ARA | Pont |

Megjegyzés:
- † – Nem fejezte be a futamot, de rangsorolva lett, mert teljesítette a versenytáv 75%-át.

### Időmérő edzések
Színmagyarázat:
| Helyezés | Pole pozíció | A Q3-ba jutott | Kiesett a Q2-ben | Kiesett a Q1-ben | Nem kvalifikált | Nem vett részt |
| -------- | ------------ | -------------- | ---------------- | ---------------- | --------------- | -------------- |
| Színkód  | 1.           | 2–5.           | 6–12.            | 13.–             | nk              | ni             |

A német versenyhétvégén használt rendszer:
| Helyezés | Pole pozíció | További helyezések | Nem kvalifikált | Nem vett részt |
| -------- | ------------ | ------------------ | --------------- | -------------- |
| Színkód  | 1.           | 2–16.              | nk              | ni             |

| Helyezés | Versenyző              | BEL | GER | SVK | HUN | ESP | ARA |
| -------- | ---------------------- | --- | --- | --- | --- | --- | --- |
|          | Nathanaël Berthon      | 1   | 9†  | 1   | 7   | 5   | 3   |
|          | Yann Ehrlacher         | 2   | 2   | 15  | 8   | 13  | 2   |
|          | Gilles Magnus          | 3   | 11  | 5   | kiz | 1   | 8   |
|          | Santiago Urrutia       | 4   | nk† | 8   | 11  | 3   | 1   |
|          | Yvan Muller            | 5   | 10  | 14  | 9   | 7   | 10  |
|          | Tom Coronel            | 6   | 5   | 4   | 17  | 18  | 13  |
|          | Tassi Attila           | 7   | 3   | 12  | 2   | 20  | 14  |
|          | Thed Björk             | 8   | 4   | 21  | 14  | 2   | 4   |
|          | Jean-Karl Vernay       | 9   | 8†  | 7   | 6   | 4   | 5   |
|          | Néstor Girolami        | 10  | 1   | 10  | 4   | 11  | 12  |
|          | Esteban Guerrieri      | 11  | 7   | 6   | 1   | 19  | 18  |
|          | Michelisz Norbert      | 12  |     | 2   | 15  | 6   | 9   |
|          | Dylan O'Keeffe         | 13  |     |     |     |     |     |
|          | Nick Catsburg          | 14† |     | 3   |     |     |     |
|          | Gabriele Tarquini      | 15  |     | 11  | 13  | 8   | 7   |
|          | Jack Young             | 16  | 13  |     |     |     |     |
|          | Luca Engstler          | 17  |     | 19  | 12  | 9   | 15  |
|          | Tiago Monteiro         | 18  | 12  | 13  | 3   | 14  | 16  |
|          | Luca Filippi           | 19† |     | 9   | 16  |     | 19  |
|          | Boldizs Bence          | 20  | nk  | 16  | 10  | 12  | 11  |
|          | Mikel Azcona           | 21  | 6†  | 17  | 5   | 10  | 6   |
|          | Kismarty-Lechner Gábor | 22† | nk† | 22  | 20  | 21  | 22  |
|          | Petr Fulín             |     |     | 18  |     |     |     |
|          | Aurélien Comte         |     |     | 20  | kiz | 15  | 17  |
|          | José Manuel Sapag      |     |     |     | 18  |     | 20  |
|          | Nico Gruber            |     |     |     | 19  |     |     |
|          | Nicolas Baert          |     |     |     |     | 16  |     |
|          | Josh Files             |     |     |     |     | 17  |     |
|          | Mitchell Cheah         |     |     |     |     |     | 21† |
| Helyezés | Versenyző              | BEL | GER | SVK | HUN | ESP | ARA |

Megjegyzés:
A táblázatban az időmérő edzésen elért eredmények, és nem a végleges rajtpozíciók szerepelnek.
- † — A rajtpozíció változott az időmérő edzésen elért helyezéshez képest (nem számítva az egyik versenyző hátrasorolásából következő előrelépést). A részletekért lásd a futamok szócikkeit.

## Külső hivatkozások
- A WTCR hivatalos honlapja Archiválva 2022. május 16-i dátummal a Wayback Machine-ben